# Пушкіне (Ялтинський район)

Пушкіне. Фрагмент.

Пу́шкіне (до 1948 року — Кизилко́й, крим. Qızılköy) — село в Україні, в Ялтинському районs Автономної Республіки Крим.
У 2023 році у проєкті Постанови Верховної Ради України «Про перейменування деяких населених пунктів Автономної Республіки Крим» село запропоновано перейменувати на Кучук-Кой.

## Населення
За даними перепису населення 2001 року, у селі мешкало 212 осіб. Мовний склад населення села був таким:
| Мова              | Число ос. | Відсоток |
| ----------------- | --------- | -------- |
| українська        | 23        | 10,85    |
| російська         | 188       | 88,68    |
| кримськотатарська | 1         | 0,47     |